# Raión de Brusyliv
Brusyliv (en ucraniano: Брусилівський район) es un raión o distrito de Ucrania en el óblast de Zhytomyr. 
Comprende una superficie de 625 km².
La capital es la ciudad de Brusyliv.

## Demografía
Según estimación 2010 contaba con una población total de 18165 habitantes.

## Otros datos
El código KOATUU es 1820900000. El código postal 12600 y el prefijo telefónico +380 4162.